# Dicranopygium tatica
Dicranopygium tatica är en enhjärtbladig växtart som beskrevs av Barry Edward Hammel. Dicranopygium tatica ingår i släktet Dicranopygium och familjen Cyclanthaceae.
Artens utbredningsområde är Costa Rica. Inga underarter finns listade.